# افرای واردی
افرای واردی (نام علمی: Acer wardii) نام یک گونه از سرده افرا است.